# Saint-Macaire
Saint-Macaire é uma comuna francesa na região administrativa da Nova Aquitânia, no departamento da Gironda. Estende-se por uma área de 1,79 km². Em 2010 a comuna tinha 2 174 habitantes (densidade: 1 214,5 hab./km²).